# Божидар Качавенда
Божидар Качавенда (Босански Нови, 1908 — Бања Лука 17. јун 1985) је био српски и југословенски фудбалер и репрезентативац Краљевине Југославије.

## Каријера
Био је један од најбољих фудбалера Фудбалског клуба „Слобода“, Босански Нови, и први репрезентативац Југославије из овог клуба. Касније је играо за „Борац“, Бања Лука, „БСК“, Београд, Спортски клуб „Обилићево“, Крушевац (1934–1936), ФК „Крајишник“, Бања Лука (1936–1941). За репрезентацију Краљевине Југославије наступао је шест пута. Упоредо са играчком каријером, финансијски је помагао ФК „Слобода“.